# Association Sportive Jeunesse de Soyaux 2017-2018
Questa voce raccoglie le informazioni riguardanti la squadra femminile dell'Association sportive jeunesse Soyaux-Charente nelle competizioni ufficiali della stagione 2017-2018.

## Divise e sponsor
La grafica delle divise casalinghe ripropone i colori sociali del club, il blu e il bianco. Il main sponsor era l'istituto di credito Crédit Agricole Charente Périgord, lo sponsor tecnico, fornitore delle tenute da gioco, Puma.
| Casa | Trasferta |

## Organigramma societario
Area tecnica
- Allenatore: Sébastien Joseph
- Vice allenatore:
- Preparatore dei portieri: Amandine Guérin
- Preparatori atletici: Tom Bouvier
- Medico sociale: Cédric Poirier

## Rosa
Rosa, ruoli e numeri di maglia come da sito ufficiale integrata dal sito footofeminin.fr, aggiornata al 15 aprile 2018.
| N. |                    | Ruolo | Calciatrice             |
| -- | ------------------ | ----- | ----------------------- |
| 1  | Francia (bandiera) | P     | Amandine Guerin         |
| 2  | Francia (bandiera) | D     | Anaïs Dumont (capitano) |
| 3  | Francia (bandiera) | D     | Mélanie Alleron         |
| 4  | Francia (bandiera) | D     | Justine Deschamps       |
| 5  | Camerun (bandiera) | D     | Aurelle Awona           |
| 6  | Francia (bandiera) | C     | Elodie Nakkach          |
| 7  | Francia (bandiera) | C     | Anna Clérac             |
| 8  | Francia (bandiera) | C     | Maud Hurault            |
| 9  | Francia (bandiera) | A     | Marion David            |
| 10 | Francia (bandiera) | A     | Gwendoline Djebbar      |
| 11 | Francia (bandiera) | D     | Viviane Boudaud         |
| 12 | Francia (bandiera) | C     | Niakaté Yakare          |
| 14 | Algeria (bandiera) | C     | Lydia Belkacemi         |

| N. |                        | Ruolo | Calciatrice       |
| -- | ---------------------- | ----- | ----------------- |
| 15 | Francia (bandiera)     | A     | Pamela Babinga    |
| 16 | Francia (bandiera)     | P     | Cassandra Moinet  |
| 17 | Francia (bandiera)     | A     | Laura Bourgouin   |
| 18 | Stati Uniti (bandiera) | C     | Madison Krauser   |
| 19 | Francia (bandiera)     | C     | Julie Thibaud     |
| 20 | Francia (bandiera)     | C     | Laura Lepine      |
| 21 | Francia (bandiera)     | C     | Makan Traoré      |
| 22 | Francia (bandiera)     | C     | Siga Tandia       |
| 23 | Francia (bandiera)     | C     | Solenne Ninot     |
| 24 | Spagna (bandiera)      | D     | Elba Vergés Prats |
| 26 | Francia (bandiera)     | A     | Allison Blais     |
| 27 | Francia (bandiera)     | D     | Cynthia Viana     |
| 30 | Francia (bandiera)     | P     | Romane Munich     |

## Calciomercato

### Sessione estiva
| Acquisti | Acquisti        | Acquisti      | Acquisti   |
| R.       | Nome            | da            | Modalità   |
| -------- | --------------- | ------------- | ---------- |
| D        | Cathy Couturier | Rodez         | definitivo |
| A        | Léonie Fleury   | Saint-Étienne | definitivo |

| Cessioni | Cessioni        | Cessioni | Cessioni   |
| R.       | Nome            | a        | Modalità   |
| -------- | --------------- | -------- | ---------- |
| C        | Julie Thibaud   | Bordeaux | definitivo |
| A        | Anne-Laure Davy | Lilla    | definitivo |

### Sessione invernale
| Acquisti | Acquisti         | Acquisti   | Acquisti   |
| R.       | Nome             | da         | Modalità   |
| -------- | ---------------- | ---------- | ---------- |
| A        | Danielle Tolmais | Saint-Malo | definitivo |

| Cessioni | Cessioni | Cessioni | Cessioni |
| R.       | Nome     | a        | Modalità |
| -------- | -------- | -------- | -------- |
|          |          |          |          |

## Risultati

### Division 1

#### Girone di andata
| Arbitro: | Elodie Coppola |

|            |           |              |
| Katoto 29’ | Marcatori | 90+2’ Tandia |

| Arbitro: | Di Benedetto |

|                          |           |         |
| Djebbar 6’ Bourgouin 23’ | Marcatori | 8’ Sarr |

| Arbitro: | Bartnik |

|  |           |              |
|  | Marcatori | 90+4’ Tandia |

| Arbitro: | Loidon |

|                          |           |                     |
| Tandia 27’ Bourgouin 62’ | Marcatori | 71’ Machart-Rabanne |

| Marsiglia 8 ottobre 2017, ore 13:30 CEST 5ª giornata | Olympique Marsiglia | 0 – 0 referto | Soyaux | Stadio Roger Lebert (150 spett.)\| Arbitro: \| Bagrowski \| |
| Arbitro:                                             | Bagrowski           |               |        |                                                             |

| Arbitro: | Guillemin |

|  |           |                                                           |
|  | Marcatori | 3’, 31’ Le Sommer 10’ Ad. Hegerberg 14’ Bronze 81’ Renard |

| Arbitro: | Coppola |

|              |           |                   |
| Lemaître 12’ | Marcatori | 72’ (rig.) Clerac |

| Arbitro: | Bartnik |

|           |           |                                     |
| Dumont 5’ | Marcatori | 84’ Oparanozie 87’ (aut.) Bourgouin |

| Arbitro: | Loidon |

|                        |           |               |
| Matéo 56’ Bourdieu 66’ | Marcatori | 74’ Bourgouin |

| Arbitro: | Dallongeville |

|             |           |                                                              |
| Babinga 55’ | Marcatori | 4’, 90+3’ Blackstenius 83’ Léger 89’ Torrecilla 90+1’ Gauvin |

| Blanquefort 10 dicembre 2017, ore 14:30 CET 11ª giornata | Bordeaux     | 0 – 0 referto | Soyaux | Stadio Jean-Pierre Delhomme (293 spett.)\| Arbitro: \| Di Benedetto \| |
| Arbitro:                                                 | Di Benedetto |               |        |                                                                        |

#### Girone di ritorno
| Arbitro: | Beyer |

|                      |           |  |
| Coryn 33’ Sarr 90+1’ | Marcatori |  |

| Arbitro: | Loidon |

|                      |           |                    |
| Bourgouin 71’ (rig.) | Marcatori | 65’ Leuko Chibosso |

| Arbitro: | Loidon |

|           |           |  |
| Amani 84’ | Marcatori |  |

| Arbitro: | Di Benedetto |

|                  |           |                   |
| Tolmais 31’, 68’ | Marcatori | 4’ (rig.) Pizzala |

| Arbitro: | Vanderstichel |

|                                                               |           |  |
| Kumagai 29’ (rig.) Majri 50’, 54’ Ad. Hegerberg 58’ Abily 71’ | Marcatori |  |

| Arbitro: | Loidon |

|                                    |           |                           |
| Dumont 25’ Tolmais 62’ Babinga 89’ | Marcatori | 45’ Noiran 77’ Peruzzetto |

| Arbitro: | Bagrowski |

|           |           |  |
| Béché 89’ | Marcatori |  |

| Arbitro: | Bartnik |

|               |           |            |
| Bourgouin 51’ | Marcatori | 49’ Thiney |

| Arbitro: | Beyer |

|            |           |  |
| Gauvin 82’ | Marcatori |  |

| Arbitro: | Loidon |

|             |           |  |
| Tolmais 67’ | Marcatori |  |

| Arbitro: | Céline Bagrowski |

|  |           |                            |
|  | Marcatori | 28’ Katoto 47’, 51’ Geyoro |

### Coppa di Francia
| Arbitro: | Soriano |

|  |           |                                                                               |
|  | Marcatori | 3’, 46’ Babinga 35’ Courel 50’ Clerac 70’, 80’ Tolmais 71’ Fleury 84’ Boudaud |

| Arbitro: | Gonçalves |

|  |           |                                                 |
|  | Marcatori | 30’, 38’, 90’ Tolmais 33’ Bourgouin 87’ Babinga |

| Arbitro: | Elbour |

|                   |           |                                                        |
| Cosson 57’ (rig.) | Marcatori | 18’ Tandia 41’ Deschamps 59’ Clerac 79’ (rig.) Boudaud |

| Arbitro: | Coppola |

|  |           |                                           |
|  | Marcatori | 12’ Bourgouin 21’ Tandia 72’, 84’ Tolmais |

| Arbitro: | Soriano |

|  |           |                            |
|  | Marcatori | 54’, 69’ Delie 87’ Paredes |

## Statistiche

### Statistiche di squadra
| Competizione     | Punti | In casa | In casa | In casa | In casa | In casa | In casa | In trasferta | In trasferta | In trasferta | In trasferta | In trasferta | In trasferta | Totale | Totale | Totale | Totale | Totale | Totale | DR  |
| Competizione     | Punti | G       | V       | N       | P       | Gf      | Gs      | G            | V            | N            | P            | Gf           | Gs           | G      | V      | N      | P      | Gf     | Gs     | DR  |
| ---------------- | ----- | ------- | ------- | ------- | ------- | ------- | ------- | ------------ | ------------ | ------------ | ------------ | ------------ | ------------ | ------ | ------ | ------ | ------ | ------ | ------ | --- |
| Division 1       | 24    | 11      | 5       | 2       | 4       | 14      | 22      | 11           | 1            | 4            | 6            | 4            | 14           | 22     | 6      | 6      | 10     | 18     | 36     | -18 |
| Coppa di Francia | -     | 1       | 0       | 0       | 1       | 0       | 3       | 4            | 4            | 0            | 0            | 21           | 1            | 5      | 4      | 0      | 1      | 21     | 4      | +17 |
| Totale           | -     | 12      | 5       | 2       | 5       | 14      | 25      | 15           | 5            | 4            | 6            | 25           | 15           | 27     | 10     | 6      | 11     | 39     | 40     | -1  |

### Andamento in campionato
| Giornata  | 1 | 2 | 3 | 4 | 5 | 6 | 7 | 8 | 9 | 10 | 11 | 12 | 13 | 14 | 15 | 16 | 17 | 18 | 19 | 20 | 21 | 22 |
| --------- | - | - | - | - | - | - | - | - | - | -- | -- | -- | -- | -- | -- | -- | -- | -- | -- | -- | -- | -- |
| Luogo     | T | C | T | C | T | C | T | C | T | C  | T  | T  | C  | T  | C  | T  | C  | T  | C  | T  | C  | C  |
| Risultato | N | V | V | V | N | P | N | P | P | P  | N  | P  | N  | P  | V  | P  | V  | P  | N  | P  | V  | P  |
| Posizione | 6 | 5 | 4 | 3 | 4 | 4 | 5 | 6 | 6 | 6  | 6  | 6  | 6  | 6  | 6  | 7  | 6  | 6  | 6  | 6  | 5  | 5  |

Legenda:

Luogo: C = Casa; T = Trasferta. Risultato: V = Vittoria; N = Pareggio; P = Sconfitta.

### Statistiche delle giocatrici
| Giocatore         | Division 1 | Division 1 | Division 1  | Division 1 | Coppa di Francia | Coppa di Francia | Coppa di Francia | Coppa di Francia | Totale   | Totale | Totale      | Totale     |
| Giocatore         | Presenze   | Reti       | Ammonizioni | Espulsioni | Presenze         | Reti             | Ammonizioni      | Espulsioni       | Presenze | Reti   | Ammonizioni | Espulsioni |
| ----------------- | ---------- | ---------- | ----------- | ---------- | ---------------- | ---------------- | ---------------- | ---------------- | -------- | ------ | ----------- | ---------- |
| A. Awona          | 13         | 0          | 0           | 0          | 5                | 0                | 0                | 0                | 18       | 0      | 0           | 0          |
| V. Boudaud        | 21         | 0          | 7           | 0          | 4                | 2                | 1                | 0                | 25       | 2      | 8           | 0          |
| P. Babinga        | 22         | 2          | 0           | 0          | 5                | 3                | 0                | 0                | 27       | 5      | 0           | 0          |
| A. Blais          | 8          | 0          | 2           | 0          | -                | -                | -                | -                | 8        | 0      | 2           | 0          |
| L. Bourgouin      | 21         | 5          | 0           | 0          | 5                | 2                | 1                | 0                | 26       | 7      | 1           | 0          |
| C. Canon          | 8          | 0          | 0           | 0          | 4                | 0                | 0                | 0                | 12       | 0      | 0           | 0          |
| A. Clerac         | 21         | 1          | 1           | 0          | 5                | 2                | 0                | 0                | 26       | 3      | 1           | 0          |
| C. Collin-Rougier | 4          | 0          | 0           | 0          | 1                | 0                | 0                | 0                | 5        | 0      | 0           | 0          |
| É. Courel         | 13         | 0          | 1           | 0          | 4                | 1                | 0                | 0                | 17       | 1      | 1           | 0          |
| C. Couturier      | 7          | 0          | 0           | 0          | -                | -                | -                | -                | 7        | 0      | 0           | 0          |
| J. Deschamps      | 16         | 0          | 1           | 0          | 3                | 1                | 2                | 0                | 19       | 1      | 3           | 0          |
| G. Djebbar        | 13         | 1          | 1           | 0          | 1                | 0                | 0                | 0                | 14       | 1      | 1           | 0          |
| A. Dumont         | 22         | 2          | 2           | 0          | 5                | 0                | 1                | 0                | 27       | 2      | 3           | 0          |
| L. Esnault        | 0          | 0          | 0           | 0          | -                | -                | -                | -                | 0        | 0      | 0           | 0          |
| L. Fleury         | 10         | 0          | 0           | 0          | 5                | 1                | 0                | 0                | 15       | 1      | 0           | 0          |
| V. Gaudriaud      | 1          | 0          | 0           | 0          | 1                | 0                | 0                | 0                | 2        | 0      | 0           | 0          |
| C. Moinet         | 2          | -7         | 0           | 0          | 0                | 0                | 0                | 0                | 2        | -7     | 0           | 0          |
| M. Moreira        | 1          | 0          | 0           | 0          | 2                | 0                | 0                | 0                | 3        | 0      | 0           | 0          |
| R. Munich         | 20         | -29        | 0           | 0          | 5                | -4               | 0                | 0                | 25       | -33    | 0           | 0          |
| É. Nakkach        | 11         | 0          | 3           | 0          | -                | -                | -                | -                | 11       | 0      | 3           | 0          |
| P. Pagnoux        | -          | -          | -           | -          | -                | -                | -                | -                | -        | -      | -           | -          |
| A. Rougé          | 16         | 0          | 0           | 0          | 3                | 0                | 0                | 0                | 19       | 0      | 0           | 0          |
| S. Tandia         | 19         | 3          | 1           | 0          | 3                | 2                | 0                | 0                | 22       | 5      | 1           | 0          |
| D. Tolmais        | 10         | 4          | 1           | 0          | 5                | 7                | 0                | 0                | 15       | 11     | 1           | 0          |
| E. Vergés Prats   | 22         | 0          | 3           | 0          | 4                | 0                | 0                | 0                | 26       | 0      | 3           | 0          |